# MOWAG Piranha III 8x8
MOWAG Piranha III je švýcarský kolový obrněný transportér z rodiny obrněnců Piranha. Jedná se o třetí generaci v této rodině. 

## Design
Osádku tvoří 3 muži: velitel, střelec a řidič, které doplňuje až 11 členů výsadku. 

### Výzbroj
V základních variantách je vozidlo obvykle vyzbrojeno 12,7mm těžkým kulometem. Lze jej osadit věží s 30mm kanónem, nebo 90m kanónem. 

### Pancéřování
Obrněnec je chráněn pancířem na blíže neznámé úrovni STANAG 4569, lze jej navýšit pomocí přídavného pancíře. PIranha III má zvláštní typ podlahy, jenž poskytuje ochranu proti nášlapným minám a improvizovaným výbušným zařízením. Dále stroj disponuje ochranou proti zbraním hromadného ničení a automatickými protipožárními systémy. 

### Pohon
MOWAG Piranha III je poháněn vznětovým motorem Caterpillar C9 o výkonu 400 hp. Je spojen se sedmistupňovou převodovkou ZF. Podle vývojářů má průchodnost terénem srovnatelnou s pásovými bojovými vozidly pěchoty.
Díky svým rozměrům může být přepravován letounem C-130 Hercules.

## Uživatelé
- Belgie - ve službě se nachází 136 vozidel Piranha IIIC 8x8 v 7 verzích (64 transportérů, 18 s dělem ráže 90 mm, 19 bvp s 30mm kanónem, 6 ambulancí, 9 ARV a 8 Piranha Genie); do služby zavedeny roku 2008
- Botswana - v roce 2016 si tamní ministerstvo obrany objednalo 45 transportérů[3]
- Brazílie - brazilská námořní pěchota zavedla 30 vozidel ve 3 verzích; některá z nich se dočkala nasazení v rámci mise OSN na Haiti
- Dánsko - 19 Piranha IIIH a 115 Piranha IIIC; všechny vybaveny 12,7mm kulometem
- Irsko - 91 Piranha IIIH v 6 verzích
- Moldavsko – 19 Piranha IIIH, první tři dodány v lednu 2023 [4]
- Rumunsko - 43 Piranha IIIC
- Španělsko - španělská námořní pěchota používá 39 Piranha IIIC ve 3 verzích
- Švédsko - 33 Piranha IIIC
- Švýcarsko - 60 Piranha IIIC včetně 12 vozidel NBC